# Mouvement pour le renouveau démocratique et le développement
 (mai 2014).
Si vous disposez d'ouvrages ou d'articles de référence ou si vous connaissez des sites web de qualité traitant du thème abordé ici, merci de compléter l'article en donnant les références utiles à sa vérifiabilité et en les liant à la section « Notes et références ».
Pour les articles homonymes, voir Renouveau démocratique.
Le Mouvement pour le renouveau démocratique et le développement (en arabe : لحركة التجديد الديموقراطي والتنمية ; abrégé en MRD), originellement appelé Parti pour le renouveau démocratique (PRD), est un parti politique djiboutien, fondé le 27 septembre 1992 par l’ancien ministre Mohamed Djame Elabe.